# Santa Sofia
Santa Sofia  es un municipio situado en el territorio de la provincia de Forlì-Cesena, en Emilia-Romaña (Italia).
En el territorio de la comuna, en la localidad de Corniolo a unos 3 km de Santa Sofia, está localizado el Jardín botánico de Valbonella.

## Demografía
| Gráfica de evolución demográfica de Santa Sofia entre 1861 y 2001 |
|                                                                   |
| Fuente ISTAT - elaboración gráfica de Wikipedia                   |